# Xã Rush, Quận Buchanan, Missouri
Xã Rush (tiếng Anh: Rush Township) là một xã thuộc quận Buchanan, tiểu bang Missouri, Hoa Kỳ. Năm 2010, dân số của xã này là 892 người.